# Платёжные книги
Платёжные книги — документы средневековой Руси, заимствовавшие из писцовых книг только их итоги. Использовались до XVII века.
Платёжные книги определяли количество государственных платежей, которые должна нести земля, записанная за известным лицом, либо торговое или промышленное предприятие. 
В XVII веке при переходе податного обложения от сохи к двору, платёжные книги сменяются на перечневые.

## Сопоставление писцовых и платёжных книг
| Платежница 1595—1596 гг. | Писцовая книга 1595—96 гг. |
| «За Прокофьем за Петровым сыном Ляпунова — в селе Добром Сте; сошного письма в живущем пол- полчети и пол-пол-чети сохи, а в пусте четь и полчети сохи, да не дошли одной чети» (В. Сторожев, op. cit., стр. 49 и 286 по Каменскому стану Пронского уезда; упоминаемый здесь Ляпунов — неизвестный деятель Смутного времени). | «Да в том же селе жеребей за Прокофьем за Петровым сыном Ляпунова, что было за князем Володимером за княж Ивановым сыном Бахтеярова- Ростовского; а на жеребей двор помещиков, двор прикащиков,4 дв. люцких, 34 дв. крестьянских: пашни паханые добрые земли 75 чети, да наезжие пашни 286 чети, да лесом поросло 13 ч.; сена на Прокофьев жеребей от Веригинского рубежа на лугу 250 копен, да сена ж ко всему селу со всеми помещики по реке по Проне и по дубровам 895 копен; лесу по р. по Проне и около поль 6 десятин вопче ж; да Прокофью ж въезжати для хоромного и дровяного лесу за реку Проню в большой лес». |